# Detector d'envolupant

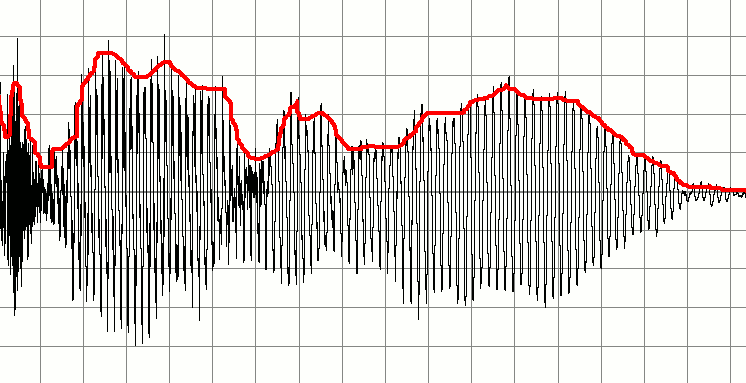
Senyal i la seva envolupant explicada amb vermell.

El detector d'envolupant és un circuit elèctric que té com a entrada un senyal d'alta freqüència, i com a sortida l'envolupant del senyal d'entrada. El condensador en el circuit de la imatge emmagatzema càrrega quan el senyal d'entrada creix, i es descarrega molt lentament a través del resistor quan aquesta decreix. El díode connectat en sèrie assegura que el corrent no circuli en sentit contrari cap a l'entrada del circuit.
La majoria dels detectors d'envolupant pràctics usen rectificació de mitja ona o d'ona completa del senyal per convertir l'entrada de AC d'àudio en el senyal de DC de polsos. Després es fa servir filtrat per allisar el resultat final. Aquest filtrat poques vegades és perfecte, i normalment queda  ripple  al seguidor d'envolupant de sortida, en particular amb entrades de baixa freqüència, com ara notes d'un baix. Més filtrat ofereix resultats més allisats, però disminueix la resposta del disseny, de manera que solucions reals creen una solució de compromís.

## Definició de l'envolupant
Qualsevol senyal d'AM o FM es pot escriure així:
{\displaystyle X(t)=R(t)\cos(\omega t+\phi (t))\,}
En el cas d'AM, φ ( t ), la fase del senyal, és constant i es pot ignorar, per la qual cosa tota la informació en el senyal està continguda en R (t), anomenada l'envolupant del senyal. D'aquesta manera, un senyal d'AM està donada per l'equació:
{\displaystyle X(t)=\left[Cm(t)\right]\cos(\omega t)\,}
amb  m  ( t ) representant el missatge de freqüència d'àudio original,  C  l'amplitud de la portadora, i  R  ( t ) és igual a  C   m  ( t ). Així, si l'envolupant d'un senyal d'AM pot extreure, el missatge original pot recuperar-se.

## Díode detector

Circuit detector d'envolupant

El detector d'envolupant més senzill és el  díode detector  que es mostra a la imatge. Un díode detector és simplement un díode entre l'entrada i la sortida d'un circuit, connectat a una resistència i un condensador en paral·lel de la sortida del circuit a terra. Si la resistència i el condensador es trien de manera correcta, la sortida d'aquest circuit hauria aproximar-se a una versió correguda en tensió del senyal original.
Per evitar certs efectes negatius, els components del circuits han de complir algunes regles. Per evitar l'efecte de separació diagonal, s'ha de complir que:
{\displaystyle RC\leq {\frac {1}{\omega _{m}}}{\sqrt {\frac {1-m^{2}}{m}}}}
on {\displaystyle m} és l'índex de modulació, i {\displaystyle \omega _{m}} és la pulsació del senyal modulador (missatge).
Per l'atac a l'etapa d'amplificació i àudio, cal afegir un condensador sèrie per filtrar la component de DC. En aquest cas, per evitar l'efecte de clipping, s'ha de complir que:
{\displaystyle M\leq {\frac {|Z|}{R}}}
on Z és la impedància del conjunt paral·lel de R, C i, si escau, la resistència de càrrega {\displaystyle R_{L}} del demodulador.

## Circuit elèctric
Per tal de recrear el senyal envolupant s'utilitza un diode que evita que el corrent circuli en sentit contrari. Al darrere s'hi instala un condensador que es carrega ràpidament amb l'augment del senyal i es va descarregant lentament, tornant-se a carregar amb la següent pujada aconseguint així el senyal envolupant.